# Platygaster tanus
Platygaster tanus är en stekelart som beskrevs av Ushakumari 2004. Platygaster tanus ingår i släktet Platygaster och familjen gallmyggesteklar. Inga underarter finns listade i Catalogue of Life.